# NGC 174
NGC 174는 조각가자리에 위치해있으며, 지구로부터 약 1억 5,900만 광년 거리에 있는 렌즈형 은하이자 막대나선은하이다. 1834년 9월 27일 존 허셜에 의해 발견되었다.

## 설명
이 은하는 겉보기 등급이 약 14등급에 불과하여, 하늘에서 매우 어둡게 보이기 때문에 망원경으로만 관측할 수 있다. 허블순차를 사용할 때 G형으로 분류될 수 있다. 적색편이와 허블의 법칙을 사용하면 태양계에서 약 1억 5,900만 광년 떨어져 있다고 추정할 수 있다.

## 같이 보기
- NGC 1 ~ 999 목록